# 姚建年
姚建年（1953年9月—），男，福建晋江人，中华人民共和国物理化学家。中国科学院化学研究所研究员，中国科学院化学部院士。

## 生平
生于福建晋江。1982年毕业于福建师范大学化学系，1990年获日本东京大学工学部硕士学位，1993年获该校博士学位。1995年进入中国科学院感光化学研究所工作，历任副研究员、研究员、博士生导师、室主任、所长助理。1999年4月至今任中科院化学所研究员，2000年4月到2008年3月担任化学所副所长，兼任中国化学会常务理事、秘书长。2005年当选为中国科学院院士。2008年1月起任国家自然科学基金委副主任。2010年起任中国化学会理事长。

## 研究成果
长期从事新型光功能材料的基础和应用探索研究，在Nature、Acc.Chem.Res.等国际化学和材料界杂志上发表论文360余篇（他引六千余篇）。获国家授权专利二十多项，出版合著4部，合作译著1部。973首席科学家，2005年当选为中国科学院院士，2004年以成果“若干新型光功能材料的基础研究和应用探索”获国家自然科学二等奖（第一获奖人）。2013年获中国分析测试协会科学技术奖（CAIA）一等奖（第二获奖人）。2018年2月24日，当选为第十三届全国人大代表。